# Пригода Юрій Іванович
Юрій Іванович Пригода (1 січня 1938, місто Артемівськ, тепер місто Бахмут Донецької області — 11 грудня 2002, місто Маріуполь Донецької області) — український радянський діяч, оператор стана Ждановського металургійного комбінату «Азовсталь» імені Орджонікідзе Донецької області, Герой Соціалістичної Праці (18.11.1983). Депутат Верховної Ради УРСР 11-го скликання.

## Біографія
Народився в родині селянина. Батько загинув на фронті у 1943 році. Родина проживала в селі Сари Гадяцького району Полтавської області.
Закінчив семирічну школу, а в 1954 році — Харківське ремісниче училище № 15.
З 1954 року — токар Харківського верстатобудівного заводу, токар машинно-тракторної станції (МТС) села Сари Гадяцького району Полтавської області.
У 1957—1973 роках — різальник металу, машиніст-оператор прокатного стана «2600» Комунарського металургійного заводу Луганської області.
Член КПРС з 1972 року.
З 1973 року — оператор, старший оператор стана «3600» товстолистового цеху Ждановського (Маріупольського) металургійного комбінату «Азовсталь» імені Орджонікідзе Донецької області.
Потім — на пенсії в місті Маріуполі Донецької області. Похований в селі Саханка Новоазовського району Донецької області.

## Нагороди
- Герой Соціалістичної Праці (18.11.1983)
- два ордени Леніна (19.02.1974, 18.11.1983)
- орден Трудового Червоного Прапора (30.03.1971)
- медаль «За трудову відзнаку» (22.03.1966)
- медалі
- лауреат премії Ради Міністрів СРСР (1976)
- почесний металург Української РСР (1982)
- почесний громадянин міста Жданова (Маріуполя) (1987)